# Kateřina Emmons
Kateřina Emmons, née le 17 novembre 1983 à Pilsen, est une tireuse sportive tchèque. Née Kateřina Kůrková, elle change de nom en 2007 après son mariage avec le tireur américain Matthew Emmons sacré champion olympique en 2004.
D'abord nageuse, elle abandonne ce sport pour des raisons de santé. Sous l'influence de son père, ancien tireur sportif de haut-niveau, elle devient elle-même tireuse en se spécialisant dans les épreuves de carabine. Elle dispute de premiers championnats du monde en 2002 et s'illustre dès ses premiers Jeux olympiques en 2004 en décrochant une médaille de bronze sur l'épreuve de carabine 10 m à air comprimé. Kateřina Kůrková rencontre son futur époux à l'occasion de ce rendez-vous olympique. 
En 2008, elle dispute une seconde fois les Jeux olympiques organisés à Pékin. Première des qualifications avec un sans-faute, 400 points sur 400 possibles, record du monde égalé, elle conserve la première place en finale et remporte le premier titre olympique mis en jeu lors de ces Jeux,. Avec un total de 503,5 points, elle réalise par ailleurs un nouveau record olympique.
Elle termine au pied du podium lors des Jeux olympiques de 2012 à Londres sur l'épreuve de carabine 10 m à air comprimé.

## Palmarès

### Jeux olympiques d'été
- Jeux olympiques de 2004 à Athènes (Grèce) :
  -  Médaille de bronze sur l'épreuve de carabine à air comprimé 10 m.

- Jeux olympiques de 2008 à Pékin (Chine) :
  -  Médaille d'or sur l'épreuve de carabine à air comprimé 10 m.
  -  Médaille d'argent sur l'épreuve de carabine trois positions 50 m.